# Amanda Forsythe
Amanda Forsythe (Nova York, 1976) és una soprano lírica nord-americana, particularment reconeguda per les seves interpretacions de música barroca i del repertori rossinià. Forsythe ha rebut crítiques favorables de publicacions com Opera News, The New York Times, The Wall Street Journal i el Boston Globe.
Amanda Forsythe va néixer el 1976 a Nova York i va créixer a Roosevelt Island i més tard a Lloyd Harbour, Nova York, on es va graduar a la Cold Spring Harbor High School. Va ingressar al Vassar College el 1994, on inicialment va estudiar biologia marina. Forsythe es va graduar a Vassar el 1998 amb una llicenciatura en música i va continuar els estudis de postgrau en interpretació vocal al New England Conservatory of Music, on va ser estudiant de Mary Ann Hart i Susan Clickner. Forsythe no va ser acceptada al programa de tallers d'òpera del conservatori, de manera que va acabar buscant oportunitats en altres llocs mentre continuava estudiant a la conservatori. Va actuar en una producció del Giasone de Cavalli a la Universitat Harvard, on va conèixer el seu futur marit, el director d'orquestra Edward Elwyn Jones i Martin Pearlman, el director de conjunt Boston Baroque, amb el qual ha participat en diverses produccions.
Forsythe va fer el seu debut professional el 2001 com a Proserpina/nimfa a L'Orfeo de Monteverdi amb el conjunt Boston Baroque. A la temporada 2002–2003, Forsythe va interpretar el paper de Cleòpatra a Giulio Cesare de Handel amb la Hudson Opera Theatre. També va interpretar el paper d'Amore a Il ritorno d'Ulisse in patria de Monteverdi amb Boston Baroque. El 2003, va guanyar el premi George London Foundation Awards i va quedar en segon lloc en el concurs de la Liederkranz Foundation. Forsythe va rebre una menció honorífica als premis de la Walter W. Naumburg Foundation del 2005. Va representar el paper de la jove Margarita en l'estrena mundial d'Ainadamar d'Osvaldo Golijov i va substituir Dawn Upshaw en el paper principal per a una actuació.
A la temporada 2005-2006, Forsythe va debutar amb Opera Boston i Opera Unlimited com a Angel a Angels in America de Peter Eötvös. També va cantar diversos papers en la producció de The Fairy-Queen de Purcell amb Boston Baroque. En la temporada 2006-2007, Forsythe va fer el seu debut al Festival de Música Antiga de Boston amb el paper d'Aglaure en l'estrena americana de la Psyché de Lully. També va gravar el paper en la primera gravació d'aquesta òpera. A més, va cantar el paper de Vagaus en la producció de Boston Baroque de l'oratori de Vivaldi Juditha triumphans. També va cantar El Messies amb la Charlotte Symphony i Apollo's Fire. En la temporada 2007-2008, Forsythe va fer el seu debut europeu cantant Corinna Il viaggio a Reims de Rossini al Rossini Opera Festival de Pesaro. També va fer el seu debut al Grand Théâtre de Genève i a la Bayerische Staatsoper com a Dalinda a l'Ariodante de Handel, i va tornar a l'Opera Boston per interpretar el paper d'Iris a la Semele de Handel. També va reprendre el paper de la jove Margarita a l'Ainadamar d'Osvaldo Golijov amb la Filharmònica de Calgary. A més, Forsythe interpretà la segona simfonia de Mahler amb l'Orquesta Sinfónica Nacional de México i debutà a La Fenice en un concert d'àries de Rossini.
Forsythe també ha actuat a la Harvard Early Music Society i amb la Masterworks Chorale, la Filharmònica de Los Angeles, la Filharmònica de Rhode Island, el Projecte Florestan, la Omaha Symphony, la Hartford Symphony, la Filharmònica de Louisiana i la Boston Chamber Music Society, entre d'altres.